# Dekanat witebski św. Mikołaja
Dekanat witebski św. Mikołaja – jeden z dwudziestu jeden dekanatów wchodzących w skład eparchii witebskiej i orszańskiej Egzarchatu Białoruskiego Patriarchatu Moskiewskiego.
Dziekanem jest protojerej Konstantyn Izofatow.

## Parafie w dekanacie[1]
- Parafia św. Iryny w Witebsku
  - Cerkiew św. Iryny w Witebsku
- Parafia św. Katarzyny w Witebsku
  - Cerkiew św. Katarzyna w Witebsku
- Parafia Świętych Konstantyna i Heleny w Witebsku
  - Cerkiew Świętych Konstantyna i Heleny w Witebsku
- Parafia Narodzenia Pańskiego w Witebsku
  - Cerkiew Narodzenia Pańskiego w Witebsku
  - Cerkiew Żyrowickiej Ikony Matki Bożej w Witebsku (domowa)
  - Cerkiew św. Elżbiety w Witebsku (szpitalna)
- Parafia Opieki Matki Bożej w Witebsku
  - Sobór Opieki Matki Bożej w Witebsku
  - Cerkiew św. Atanazego Brzeskiego w Witebsku
- Parafia św. Proroka Eliasza w Witebsku (wojskowa)
  - Cerkiew św. Proroka Eliasza w Witebsku
- Parafia Wszystkich Świętych w Witebsku
  - Cerkiew Wszystkich Świętych w Witebsku
- Parafia Zaśnięcia Najświętszej Maryi Panny w Witebsku
  - Cerkiew Zaśnięcia Najświętszej Maryi Panny w Witebsku
  - Cerkiew św. Paraskiewy Piątnickiej w Witebsku
  - Kaplica Zmartwychwstania Pańskiego w Witebsku
- Parafia Zaśnięcia Najświętszej Maryi Panny w Witebsku
  - Sobór Zaśnięcia Najświętszej Maryi Panny w Witebsku
  - Cerkiew Przemienienia Pańskiego w Witebsku (cerkiew dolna)
- Parafia Zmartwychwstania Pańskiego w Witebsku
  - Cerkiew Zmartwychwstania Pańskiego w Witebsku
  - Cerkiew św. Antoniego Rzymianina w Witebsku (cerkiew dolna)

Na terenie dekanatu znajduje się także: 
- Cerkiew św. Jana Ruskiego w Wićbie
- Cerkiew św. Anastazji w Witebsku (cerkiew domowa)
- Cerkiew Ikony Matki Bożej ,,Niewyczerpany kielich" w Witebsku (cerkiew domowa)
- Cerkiew Świętych Cyryla i Metodego w Witebsku (cerkiew domowa przy seminarium duchownym)
- Cerkiew Ikony Matki Bożej ,,Wszystkich Strapionych Radość" w Witebsku (pokój modlitewny)

## Galeria

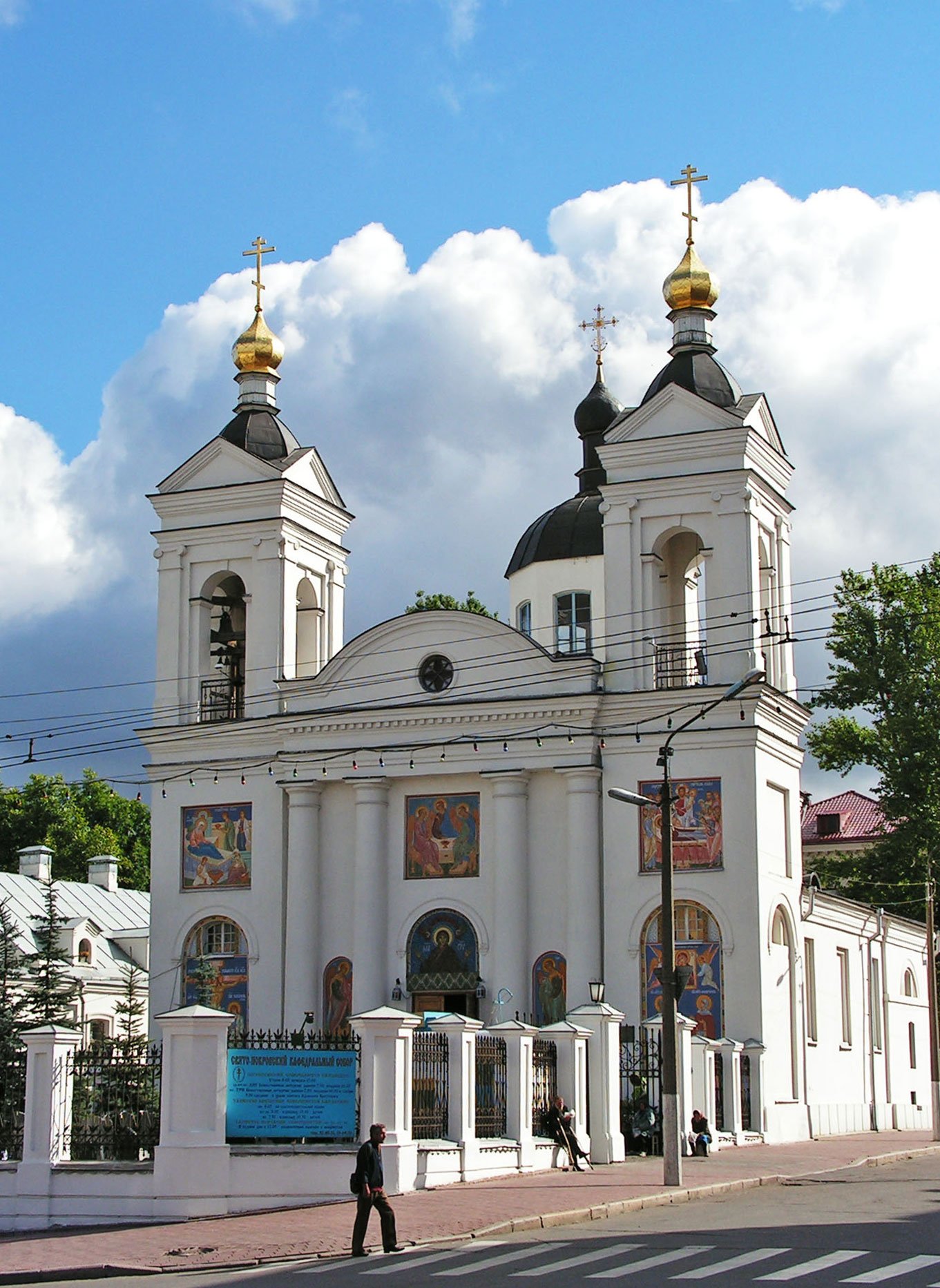
Sobór Opieki Matki Bożej w Witebsku
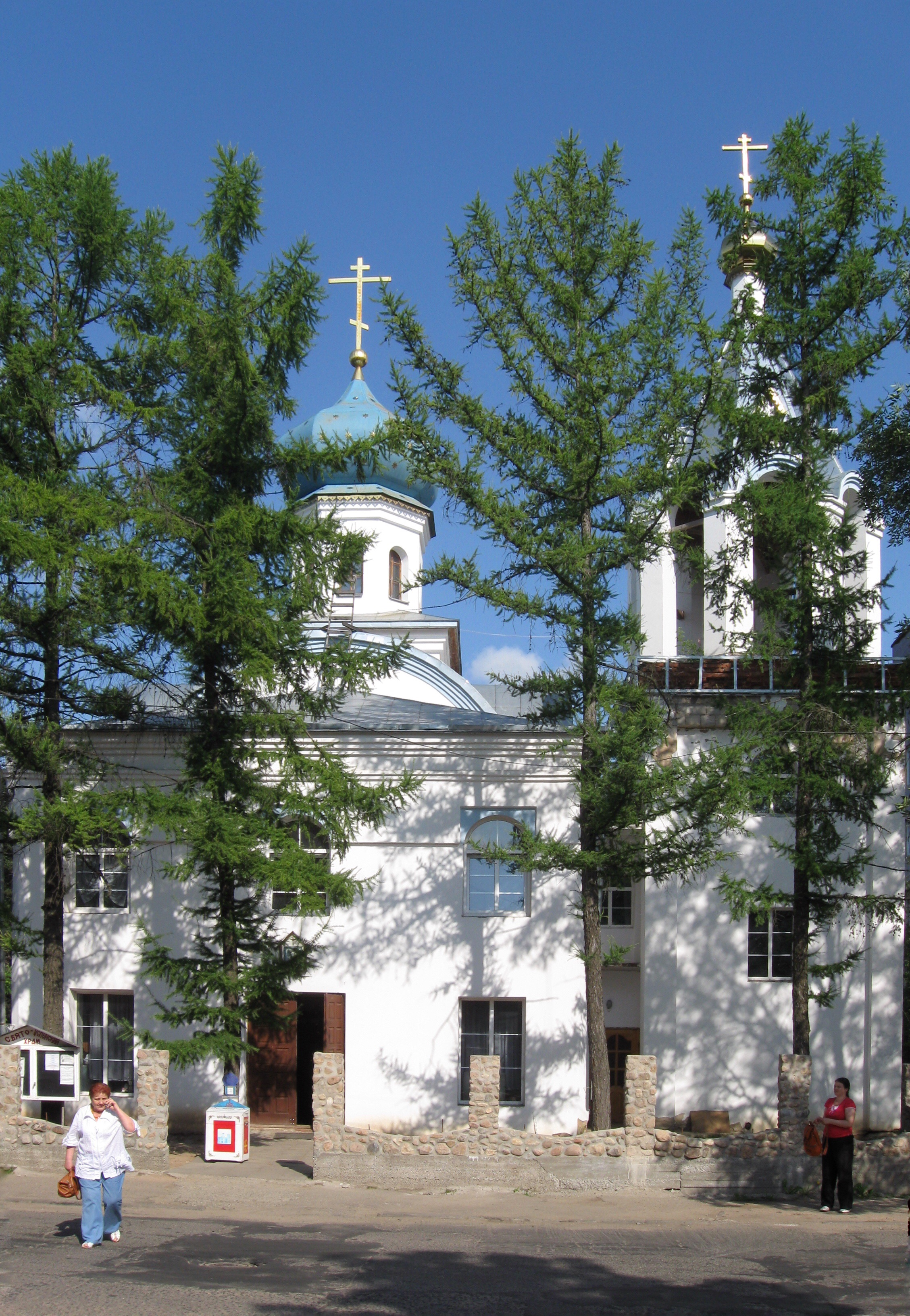
Cerkiew Zmartwychwstania Pańskiego w Witebsku
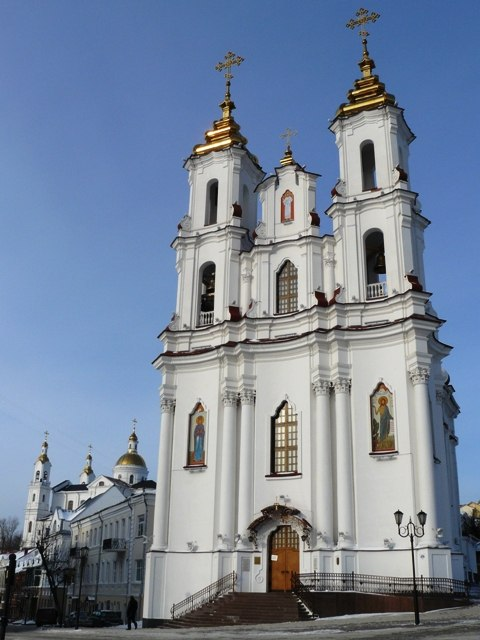
Cerkiew Zmartwychwstania Pańskiego w Witebsku